# Antiguo edificio del hospital de Alcoy
El antiguo edificio del hospital de Alcoy se encuentra ubicado en la plaza Mare de Déu número 5 de Alcoy (Alicante, España). 
Se halla entre la plaza de la Virgen de los Desamparados y las calles de la Virgen María y San Miguel. Fue el primer templo cristiano construido en Alcoy bajo la invocación de Santa María y ocupando más o menos el edificio actual que ha tenido diversas funciones a lo largo de la historia.
De esta antigua iglesia se conservan la portada principal, y una puerta lateral cegada que da a la calle Virgen María. Son de los vestigios románicos más meridionales de Europa. A su lado estaba ubicado el cementerio de la villa.

## Arquitectura
Posiblemente se trataba de un edificio de estilo gótico valenciano con elementos tardorrománicos. Conserva su estructura primitiva. Es muy posible que su obra original se encuentre escondida bajo actuaciones posteriores.
En los albores del siglo XIV fue pintado el retablo mayor. Durante los siglos XIV al XVII fue ampliado por el aumento de población. También se hacían las reuniones del Consejo General. Fue cerrado en el siglo XVIII con la inauguración del nuevo templo de Santa María. Según el arquitecto Santiago Varela, todo apunta a que la iglesia fue demolida y que algunos elementos como molduras o restos de dovelas se reutilizaron en la nueva construcción.
Se trata de un edificio de cuatro plantas que fue construido para hospital sobre el solar de una antigua iglesia. Más tarde cambio de uso, destinándose a prisión, juzgado y cuartel de la Guardia Civil. 
Cuenta con una estructura regular, con arcos de gran luz sobre pilares en planta baja y sótano. La fachada se ordena siguiendo criterios clásicos con un arco de medio punto de piedra del acceso principal; sus materiales sillería de piedra y revoco.

## Reliquias

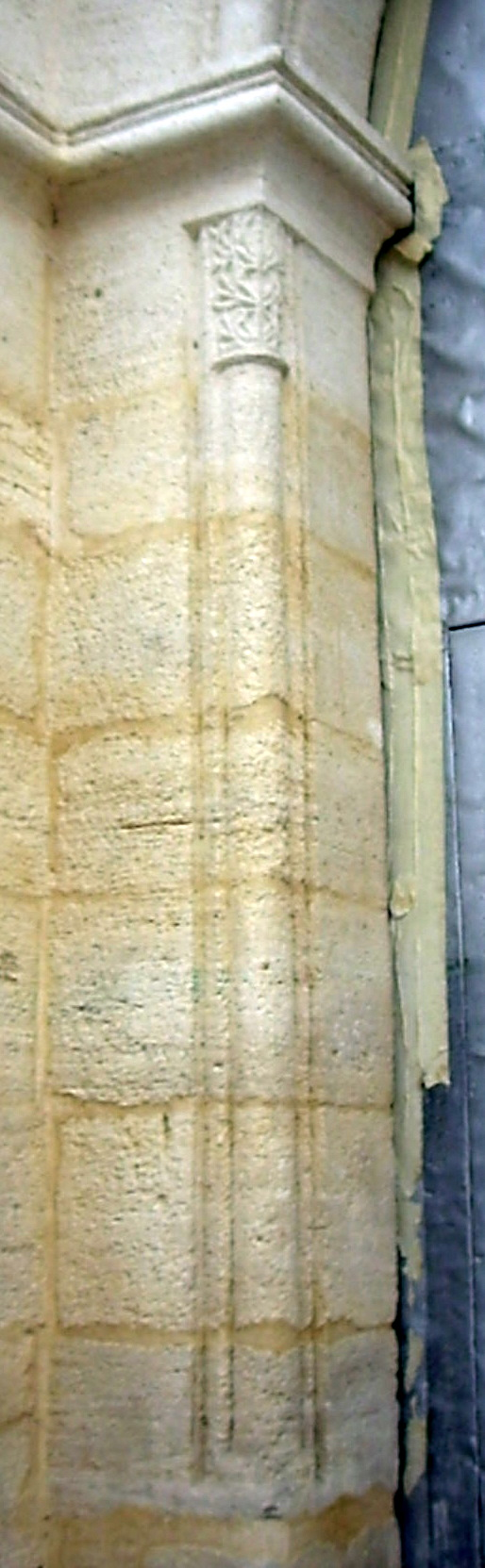
Detalle de columna.

Se conocen sus reliquias gracias a un inventario de 1420.
- Una piedra del sepulcro de San Jorge.
- Un hueso de San Esteban.
- Un hueso de San Cristóbal mártir.
- Un hueso de San Jerónimo.
- Un cabello de Santa Lucía.
- Un trozo de piel de San Bartolomé apóstol.
- Un trozo de la Vera Cruz.

## Benificios
Un beneficio eclesiástico erigido por la autoridad eclesiástica era un ente jurídico a título vitalicio. Se componía de un oficio espiritual, el ejercicio del que daba a quien lo ejercía, derecho a disfrutar de una prebenda u otros privilegios de carácter judicial, fiscal o militar.
- El de San Jorge del 14 de abril de 1317.
- El de San Juan Bautista del 6 de diciembre de 1337.
- El de Santa Ana del 2 de junio de 1348.
- El de Santa Ana del 22 de septiembre de 1395.
- El de San Miguel arcángel del 4 de octubre de 1412.
- El de María Magdalena del 2 de mayo de 1413.
- El de San Martín y Santa Ana del 1 de agosto de 1414.

## Otros usos
A mediados del siglo XVIII pasó a ser hospital, haciéndole muchas obras de adaptación. En el siglo XIX se convierte en Cuartel de la Guardia Civil hasta la década de los 40 del siglo XX. Luego fue escuela y de los años setenta a los noventa fue la sede de la Escuela de Artes y Oficios de Alcoy, en la actualidad está en obras para ser el nuevo Palacio de Justicia.